# Hans Auenmüller
Hans Karl Balduin Auenmüller (* 31. Oktober 1926 in Dresden; † 3. August 1991 in Huy-Neinstedt bei Huy nahe Halberstadt) war ein deutscher Dirigent und Komponist.

## Leben und Wirken
Als Sohn eines evangelischen Pfarrers geboren, verbrachte Hans Auenmüller die letzten Kriegsmonate in Blankenburg und Thale. Nach dem Krieg studierte er in Dresden Musik (Klavier, Korrepetition, Dirigieren und Komposition). 1949 legte er das Staatsexamen ab und kam 1952 nach kurzen Engagements in Meiningen und Staßfurt ans Volkstheater Halberstadt. Hier wirkte Auenmüller zunächst als Chordirektor. Seit 1954 und bis zu seinem Tod war er musikalischer Oberleiter des Theaters. 1955 erfolgte die Ernennung zum Musikdirektor.
Auenmüller trat auch als Komponist diverser kleiner dramatischer und Instrumentalwerke hervor, schrieb Kinderopern-Bühnenwerke.
Auenmüller war verheiratet, seine Tochter Gabriele und der Sohn Michael Auenmüller wirken an der Semperoper.

## Bühnenwerke
- Das tapfere Schneiderein (1961)
- Schneewittchen (1964)
- Die Bremer Stadtmusikanten (1972)
- Der gestiefelte Kater (1974)
- Der Stadthauptmann Hans Karst (1967)

## Tonträger
Auf CD liegen Einspielungen verschiedener Werke von Auenmüller vor, u. a. die „Halberstädter Suite“, Dirigent: Klaus-Jürgen Teutschbein.

## Ehrungen
- 2011 wurde der Theatervorplatz in Halberstadt nach Hans Auenmüller benannt.
- Die Andreas-Werckmeister-Gesellschaft ehrt ihn mit Konzerten und veranstaltete 2001 ein mehrtägiges Auenmüller-Festival
- Hans-Auenmüller-Stipendium